# Ángel Sertucha
Ángel Sertucha Ereñozaga (Gatika, 27 gennaio 1931 – Mungia, 6 aprile 2019) è stato un calciatore spagnolo, di ruolo difensore.

## Carriera

### Club
Difensore cresciuto con l'Osasuna, con cui debuttò in Primera División spagnola nella stagione 1956-1957, passò all'Athletic Bilbao al termine della stessa stagione.
Con i Rojiblancos trascorse 4 stagioni in cui trovò poco spazio, ritornando alla società di Pamplona nella stagione 1961-1962.
Si trasferì quindi al Sabadell, sempre nel massimo campionato spagnolo, con cui concluse la carriera nel 1968.

## Palmarès

### Competizioni nazionali
- Coppa di Spagna: 1

Athletic Bilbao: 1958